# Schilleriella brevipterus
Schilleriella brevipterus är en stekelart som beskrevs av Xu 2005. Schilleriella brevipterus ingår i släktet Schilleriella och familjen sköldlussteklar. Inga underarter finns listade i Catalogue of Life.